# Sân vận động Jassim bin Hamad
Sân vận động Jassim bin Hamad (tiếng Ả Rập: ملعب جاسم بن حمد) là một sân vận động đa năng ở Doha, Qatar. Sân hiện được sử dụng chủ yếu cho các trận đấu bóng đá và sân cũng có các cơ sở vật chất cho điền kinh. Đây là sân nhà của đội bóng đá Al-Sadd. Sân vận động ban đầu được xây dựng vào năm 1974, sau đó được xây dựng lại vào năm 2004 cho Cúp Vùng Vịnh. Sân hiện có sức chứa 12.946 người. Sân vận động này cũng được sử dụng làm sân nhà của đội tuyển bóng đá quốc gia Qatar. Sân vận động được đặt theo tên của cựu Bộ trưởng Bộ Giáo dục Qatar Jassim bin Hamad bin Abdullah Al-Thani, người đã cấp phép thành lập câu lạc bộ Al-Sadd vào năm 1969.

## Cơ sở vật chất
Ngoài sân vận động chính, khu vực xung quanh sân vận động còn có văn phòng hành chính, quán cà phê, nhà thờ Hồi giáo, khu công nhân, đường chạy điền kinh, sân tập, bể bơi và nhà thi đấu đa năng. Nhà thi đấu đa môn thể thao có sức chứa 1.000 người và được sử dụng cho các giải đấu bóng rổ, bóng chuyền, bóng ném và các môn thể thao và sự kiện khác của địa phương.

### Giải vô địch bóng đá U-23 châu Á 2016
| Ngày                | Giờ   | Đội   | Kết quả        | Đội               | Vòng          | Khán giả |
| ------------------- | ----- | ----- | -------------- | ----------------- | ------------- | -------- |
| 12 tháng 1 năm 2016 | 16:30 | Syria | 0 - 2          | Iran              | Bảng A        | 1,133    |
| 15 tháng 1 năm 2016 | 19:30 | Iran  | 1 - 2          | Qatar             | Bảng A        | 11,026   |
| 18 tháng 1 năm 2016 | 19:30 | Qatar | 4 - 2          | Syria             | Bảng A        | 9,255    |
| 22 tháng 1 năm 2016 | 19:30 | Qatar | 2 - 1 (s.h.p.) | CHDCND Triều Tiên | Tứ kết        | 9,702    |
| 26 tháng 1 năm 2016 | 19:30 | Qatar | 1 - 3          | Hàn Quốc          | Bán kết       | 11,840   |
| 29 tháng 1 năm 2016 | 17:45 | Qatar | 1 - 2 (s.h.p.) | Iraq              | Tranh hạng ba | 10,049   |

### Cúp bóng đá châu Á 2023
| Ngày                | Giờ   | Đội        | Kết quả | Đội       | Vòng        | Khán giả |
| ------------------- | ----- | ---------- | ------- | --------- | ----------- | -------- |
| 13 tháng 1 năm 2024 | 20:30 | Uzbekistan | 0 - 0   | Syria     | Bảng B      | 10.198   |
| 15 tháng 1 năm 2024 | 14:30 | Hàn Quốc   | 3 - 1   | Bahrain   | Bảng E      | 8.388    |
| 18 tháng 1 năm 2024 | 14:30 | Syria      | 0 - 1   | Úc        | Bảng B      | 10.097   |
| 20 tháng 1 năm 2024 | 17:30 | Bahrain    | 1 - 0   | Malaysia  | Bảng E      | 10.386   |
| 22 tháng 1 năm 2024 | 18:00 | Tajikistan | 2 - 1   | Liban     | Bảng A      | 11.843   |
| 24 tháng 1 năm 2024 | 14:30 | Iraq       | 3 - 2   | Việt Nam  | Bảng D      | 8.392    |
| 28 tháng 1 năm 2024 | 14:30 | Úc         | 4 - 0   | Indonesia | Vòng 16 đội | 7.863    |

### Cúp bóng đá U-23 châu Á 2024
| Ngày                | Giờ   | Đội      | Kết quả | Đội        | Vòng      | Khán giả |
| ------------------- | ----- | -------- | ------- | ---------- | --------- | -------- |
| 15 tháng 4 năm 2024 | 18:30 | Qatar    | 2 - 0   | Indonesia  | Bảng A    | 8.867    |
| 16 tháng 4 năm 2024 | 16:00 | Nhật Bản | 1 - 0   | Trung Quốc | Bảng B    | 390      |
| 18 tháng 4 năm 2024 | 18:30 | Jordan   | 1 - 2   | Qatar      | Bảng A    | 8.132    |
| 19 tháng 4 năm 2024 | 18:30 | UAE      | 0 - 2   | Nhật Bản   | Bảng B    | 2.097    |
| 21 tháng 4 năm 2024 | 18:30 | Qatar    | 0 - 0   | Úc         | Bảng A    | 6.412    |
| 22 tháng 4 năm 2024 | 16:00 | Nhật Bản | 0 - 1   | Hàn Quốc   | Bảng B    | 2.683    |
| 25 tháng 4 năm 2024 | 17:00 | Qatar    | 2 - 4   | Nhật Bản   | Tứ kết    | 9.573    |
| 29 tháng 4 năm 2024 | 20:30 | Nhật Bản | 2 - 0   | Iraq       | Bán kết   | 6.405    |
| 3 tháng 5 năm 2024  | 20:30 | Nhật Bản | 1 - 0   | Uzbekistan | Chung kết | 12.276   |

## Các giải đấu quan trọng được tổ chức tại sân vận động
- Cúp bóng đá vịnh Ả Rập

Trận chung kết Cúp bóng đá vịnh Ả Rập 2004 được tổ chức tại sân vận động này. Qatar đánh bại Oman trên chấm luân lưu và giành chức vô địch, lễ bế mạc được tổ chức ở đây.
- Đại hội Thể thao châu Á lần thứ 15 Doha 2006

Trận chung kết môn bóng đá tại Đại hội Thể thao châu Á 2006 được tổ chức ở sân vận động này. Qatar đánh bại Iraq với tỉ số 1–0 và giành huy chương vàng.
- Giải bóng đá vô địch quốc gia Qatar

Vì đây là sân nhà của Al Sadd nên đội thi đấu các trận đấu trên sân nhà ở đây. Vào mùa giải 2009–2010, sân được chia sẻ với Al Ahli, một đội bóng khác của Qatar. Khi Al Sadd ghi bàn, tiếng hú của con sói được phát ra từ loa của sân vận động vì câu lạc bộ có biệt danh hoặc linh vật là con sói.
- Các trận đấu của đội tuyển bóng đá quốc gia Qatar

Đội tuyển bóng đá quốc gia Qatar thi đấu các trận đấu quan trọng của đội ở đây, chẳng hạn như các trận đấu ở vòng loại World Cup.
- Cúp Người thừa kế Qatar

Tất cả các trận đấu của cúp đều được diễn ra trên cùng một sân vận động vì giải đấu chỉ gồm hai trận bán kết và một trận chung kết.
- Cúp Emir Qatar

Các trận bán kết được diễn ra trên sân vận động này, trong khi các trận tứ kết và vòng 16 đội được diễn ra tại Sân vận động Grand Hamad và trận chung kết được tổ chức ở Sân vận động Khalifa.
- Siêu cúp bóng đá Ý

Sân vận động đã tổ chức trận đấu Siêu cúp bóng đá Ý 2014 giữa Juventus (nhà vô địch Serie A) và Napoli (nhà vô địch Coppa Italia). Sân cũng đã tổ chức trận đấu Siêu cúp bóng đá Ý 2016 giữa Juventus (nhà vô địch Serie A) và Milan (á quân Coppa Italia).